# Port de Bonneuil-sur-Marne
Le port de Bonneuil-sur-Marne est la deuxième plateforme multimodale d'Île-de-France. Il fait partie du réseau portuaire francilien de HAROPA PORT
Il s'agit d'un port fluvial situé sur la partie sud de la boucle de la Marne autour de Saint-Maur-des-Fossés, sur le territoire de la commune de Bonneuil-sur-Marne.

## Infrastructures
Le port dispose de connexions multimodales :
- fluviale : le port accueille des convois poussés jusqu'à 2 500 tonnes et des liaisons de transports fluviaux de conteneurs entre Evry, Paris, Gennevilliers et Le Havre
- fluvio-maritime : par caboteur jusqu'à 1 200 tonnes ;
- ferroviaire : un faisceau de triage électrifié accessible aux trains complets de 750 m. 22 km de voies desservent la quasi-totalité des terrains ; un gestionnaire délégué d’infrastructures ferrées : COLAS RAIL
- routière : desserte gabarit poids lourds avec aires d'évolution. Une connexion directe avec l’A86 est prévue pour 2018.

La boucle de la Marne n'est pas navigable en amont du port entre Joinville-le-Pont et Bonneuil. Tous les bateaux doivent passer par le barrage-écluse de Créteil pour accéder aux deux darses constituant le port.
Le port s'étend sur plus de 200 hectares et accueille environ 180 entreprises.

## Histoire
Bâti, aux côtés des soldats du 5e régiment du génie, spécialisé dans les chemins de fer, par des tirailleurs annamites du 10e bataillon indochinois, des ouvriers grecs, un groupe de travailleurs auxiliaires kabyles, puis des prisonniers autrichiens, le port entre en service le 15 octobre 1916.
Il est rapidement très actif avec quelque 800 000 tonnes de matériel militaire et de charbon en transit en 1918. Les chargements arrivent des ports du Havre et de Rouen et poursuivent leur route à l’Est en train. L’activité économique se développe dès les années 1920.
Dans les années 1930, est notamment installée une usine Lancia, qui en raison des taxes qui frappent les importations de produits industriels, fabrique directement sur place ses Augusta, qu’elle renomme Belna, et ses Aprilia à destination du marché français. L’usine fermera toutefois avant la Seconde Guerre mondiale.
Le site abritera aussi une usine d’embouteillage Lesieur. Installé depuis les années 1930, Colas est toujours actif dans son activité de matériaux de construction. Jusqu’en 1962, le port accueille un entrepôt de l’armée américaine. Dès 1964 et pour deux décennies, la Fédération Nationale d'Achat des Cadres (FNAC fondée en 1952) crée FNAC Marine pour vendre des bateaux. Durant le mandat d'Henri Arlès (maire de 1935 à 1971), la Ville se bat pour éviter que le port ne devienne notamment une marina.
A compter de 1967, le trafic fluvial représente plus de 50% de l'activité cumulée de la zone portuaire principalement dirigée vers l'import de marchandises.
En 1970 : intégration du port de Bonneuil aux installations gérées par le port autonome de Paris (qui voit le jour cette même année).
En 1978 est mis en service en terminal à conteneurs.
En 2001, Véolia installe sur le site, un centre de tri des déchets dont une partie est acheminée par voie fluviale. La société Paris Terminal reprend l'exploitation du terminal à conteneurs en 2007.
le 4 octobre 2018, la Société du Grand Paris (SAPE) signe une convention pour occuper 3,6 hectares pour traiter et valoriser les déchets issus des travaux de construction du Grand Paris Express.
L'accès au port étant difficile depuis l’autoroute A86, contraignant un important flux de poids lourds à utiliser chaque jour la RD60, la RD1 et la D10, qui sature la RD111 à Ormesson-sur-Marne et la RD130 à Saint-Maur-des-Fossés. Pour résoudre ce souci, il est prévu de créer - d'ici 2027 - une liaison de 2 km entre le RN406 et le port avec, sur son chemin, un passage sous les voies ferrées empruntées par le RER A, deux ponts (l’un au niveau de la RD10 et le second au niveau de la voie ferrée du port) et trois giratoires pour un total de 104 millions d'euros.